# Dublinia

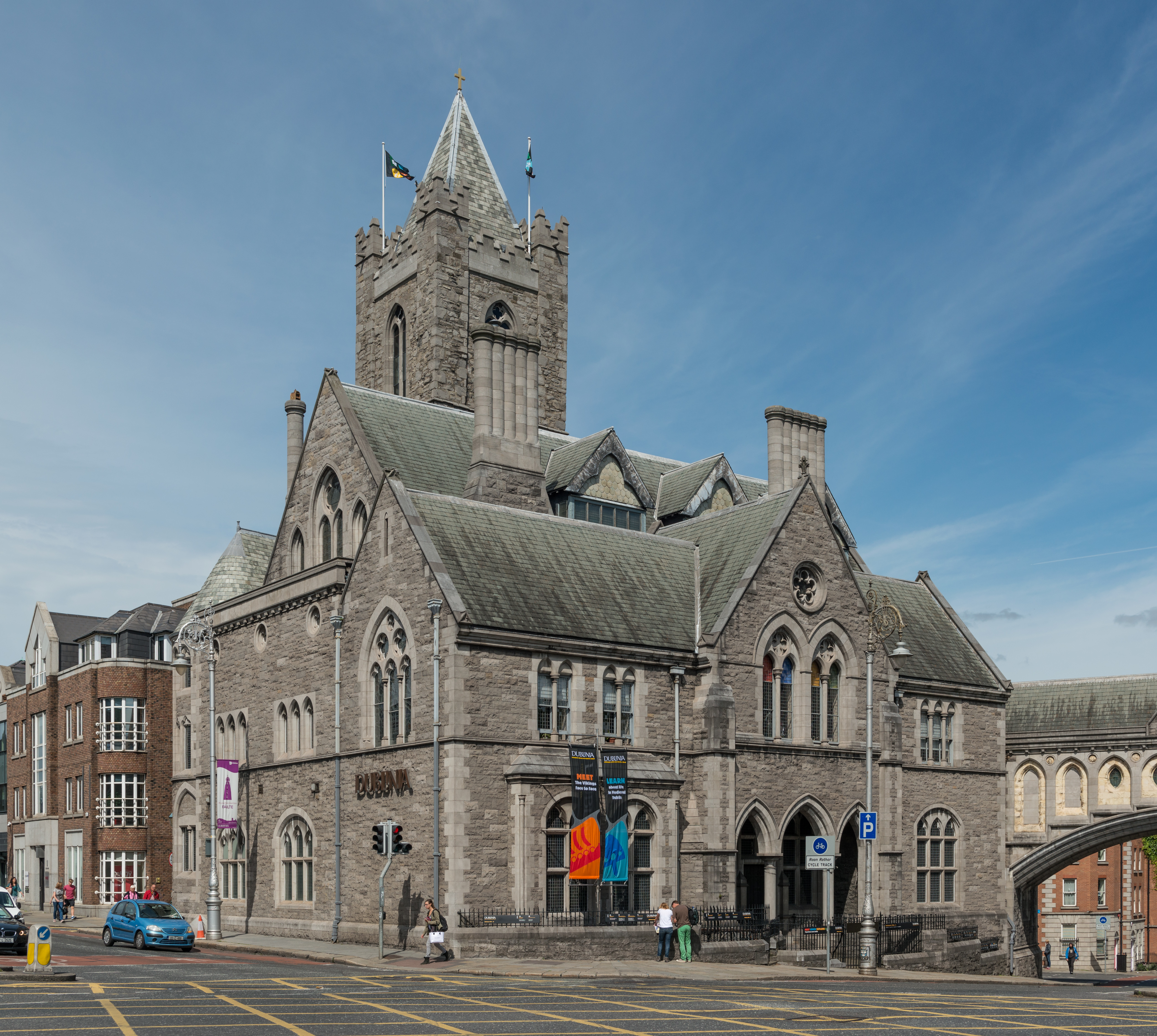
Christ Church Cathedral und Dublinia Museum

Die Dublinia ist ein zeitgeschichtliches Museum in Form eines gemeinnützigen Besucherzentrums in Dublin, Irland. Sein Schwerpunkt liegt auf der Wikingerzeit und der Geschichte Dublins im Mittelalter. Die Dublinia ist in einem Teil von Dublins Christ Church Cathedral, die auch als Synodenhalle bekannt ist, untergebracht.
Die Dublinia verfügt über historische Nachstellungen mit kostümierten Schauspielern in den Rollen der Wikinger und mittelalterlicher Dubliner und ermutigt die Besucher zum Mitmachen. Es verfügt über Nachbildungen von Wikingern und mittelalterlichen Marktszenen, Gebäuden und Straßen.
Die Ausstellung wurde 1993 eröffnet
Es besteht im Wesentlichen aus drei Etagen. In der unteren wird die Geschichte Dublins zur Zeit der Wikinger erzählt, in der mittleren Etage die Entwicklung der Stadt im Mittelalter aufgezeigt und in der oberen die Möglichkeiten von Archäologie und Wissenschaft zur Rekonstruktion historischer Fakten vorgestellt.